# 長谷川待子
長谷川 待子（はせがわ まちこ、1933年4月2日 - ）は、日本の女優。本名：小田つる子（おだ つるこ）。東京府（現・東京都）出身。

## 来歴・人物
1953年、松竹音楽舞踊学校を首席卒業後、松竹歌劇団6期生として入団。娘役として活躍を続けた後、1963年、大映に入社する。映画『座頭市千両首』や『白い巨塔』（財前杏子役）、『眠狂四郎』シリーズなどに出演する。1971年、大映倒産とともにフリーとなった。
特技は日本舞踊、ボウリング。ボウリングは1971年当時、アベレージ180の腕前で、プロボウラーを目指して翌1972年春のプロテスト受験の決意を固めたということがあった。

## 主な出演

### 映画
- 太平洋戦争と姫ゆり部隊（1962年、大蔵映画）
- ど根性一代（1963年、大映）
- 座頭市千両首（1964年、大映）
- 検事霧島三郎（1964年、大映）
- 鼠小僧次郎吉（1965年、大映）
- 眠狂四郎シリーズ（大映）
  - 眠狂四郎魔性剣（1965年）
  - 眠狂四郎無頼控 魔性の肌（1967年）
  - 眠狂四郎悪女狩り（1969年）
  - 眠狂四郎円月殺法 (1969年)
- 雲を呼ぶ講道館（1965年、大映）
- 黒い誘惑（1965年、大映）
- 復讐の切り札（1966年、大映）
- 貴様と俺（1966年、大映）
- 白い巨塔（1966年、大映） - 財前杏子役
- 野良犬（1966年、大映）
- ザ・ガードマン（1966年、大映）
- 兵隊やくざ 俺にまかせろ（1967年、大映）
- 妻二人（1967年、大映）
- 脱獄者（1967年、大映）
- 秘録おんな牢（1968年、大映）
- 女賭博師乗り込む（1968年、大映）
- 怪談雪女郎（1968年、大映）
- 高校生芸者（1968年、大映）
- 不信のとき（1968年、大映）
- 秘録おんな蔵（1968年、大映）
- 二匹の用心棒（1968年、大映）
- 女賭博師絶縁状（1968年、大映）
- 続・秘録おんな牢（1968年、大映）
- 女賭博師みだれ壺（1968年、大映）
- 性犯罪法入門（1969年、大映）
- 秘録おんな寺（1969年、大映）
- 博徒一代 血祭り不動（1969年、大映）
- 手錠無用（1969年、大映）
- あなた好みの（1969年、大映）
- 用心棒兇状旅（1969年、大映）
- 続・与太郎戦記（1969年、大映）
- 与太郎戦記 女は幾万ありとても（1970年、大映）
- 十代の妊娠（1970年、大映）
- 夜の診察室（1971年、大映）
- 金環蝕（1975年、東宝）
- アゲインスト むかい風（1981年、東映セントラルフィルム）
- 斬り込み（1995年、イメージファクトリー・アイエム）
- 無頼平野（1995年、ビターズ・エンド）

### テレビドラマ
- エノケンの孫悟空（1957年、KR）
- 土曜日の虎 第12話 （1966年4月30日、TBS） ※映像が現存する
- ザ・ガードマン 第61話「ダイヤモンドの歌が聞える」（1966年、TBS） ※DVD発売
- 三匹の侍（CX）
  - 第4シリーズ 第11話「小仏峠まかり通る」（1966年） - 春風蝶次 ※DVD発売
  - 第5シリーズ 第12話「女がやって来た」（1967年） - およね
  - 第5シリーズ 第24話「殺生封印切り」（1968年） - おえん
  - 新三匹の侍 第4話「血しぶき賽の河原」（1970年） - 志乃
- 眠狂四郎 第15話「生々流転」（1967年、CX）
- こりゃまた結構（1967年、TBS）
- 銭形平次（CX）
  - 第136話「死人の罠」（1968年） - おたか
  - 第181話「女ふたり」（1969年） - お柳
  - 第203話「御用金の行方」（1970年） - お栄
  - 第230話「盗まれた名画」（1970年） - お蓮
  - 第374話「むしけらの魂」（1973年） - お甲
  - 第476話「殺しの罠」（1975年）
  - 第497話「蟻地獄」（1975年）
  - 第530話「風前の灯」（1976年）
- あゝ忠臣蔵（1969年、KTV）
- 大坂城の女（1970年、KTV）
- 徳川おんな絵巻 第9話「新入り女中大活躍」・第10話「女と男の決闘」（1970年、KTV） - 槇の方
- 日本怪談劇場 第2話「牡丹灯籠 鬼火の巻」・第3話「牡丹灯籠 蛍火の巻」（1970年、12ch） - お国
- 千葉周作 剣道まっしぐら 第28話「星よいつまでも！」（1971年、TBS）- 秋乃
- プレイガール 第95話「女の武器は忍び恋」（1971年、12ch）- ユキ
- おれは男だ! 第19話「炎のように恋をしろ!」（1971年、NTV） - 花代
- 遠山の金さん捕物帳（NET）
  - 第57話「幻におどる男」（1971年） - お久
  - 第102話「狼と呼ばれた女」（1972年） - お紋
- 人形佐七捕物帳 第4話「花嫁草紙」（1971年、NET） - 貞寿院
- 大岡越前 第2部 第8話「罠」（1971年、TBS） - 白魚のお峰
- 眠狂四郎 第13話「京の雨 紅の肌に咽ぶ」（1972年、KTV）
- 特別機動捜査隊 第581話「蒼い性」（1972年、NET）
- 怪談 第5話「怨霊まだら猫」（1972年、MBS）- おしま
- 新十郎捕物帖・快刀乱麻 第4話「舞踏会のあとは武闘会」（1973年、ABC）
- 江戸を斬る 梓右近隠密帳 第18話「大奥に挑む」（1974年、TBS）
- 狼・無頼控 第19話「(秘)くノ一養成学校」（1974年、MBS）
- 水戸黄門 （TBS）
  - 第5部 第20話「親をだました親孝行-徳山-」（1974年） - お甲
  - 第16部 第30話「銘酒を守った娘の真心 -新庄-」（1986年） - お辰
  - 第20部 第36話「因果が巡る銘刀宗近-高田-」（1991年） - おえん
- 編笠十兵衛（1974年、CX）
- ご存じ金さん捕物帳 第11話「河童が泣いてる日本橋」（1974年、NET） - おはま
- 遠山の金さん ※杉良太郎版
  - 第1シリーズ 第29話「燃える瞳を救え!!」（1976年、NET） - おはる
  - 第2シリーズ 第19話「桜吹雪に散る涙」（1979年、NET） - おりん
- お耳役秘帳 第14話「引き裂かれた肌」（1976年、KTV） - お光
- 桃太郎侍（東映 / NTV） ※高橋英樹版
  - 第13話「裏のうらは裏だった」（1976年） - お時
  - 第42話「涙で見送る子の門出」（1977年） - お綱の方
- ライオン奥様劇場 / 徳川の女たち（1980年、CX） - 亀岡
- 影の軍団III 第17話「満月の夜に鬼女が笑う」（1982年、KTV）
- 時代劇スペシャル / 悪霊桜子姫（1982年、CX）
- 眠狂四郎無頼控 /（1983年、TX） - 老女
- 必殺仕事人（ABC）
  - IIIシリーズ 第6話「女牢に目をつけたのは主水」（1982年） - お兼
  - IVシリーズ 第3話「主水老人問題を考える」（1983年） - お種
- 大奥 第6話「一に引き、二に運、三に器量」・第7話「種馬とれんげ草」（1983年、KTV） - 初島
- 暴れん坊将軍シリーズ（ANB / 東映）
  - 吉宗評判記 暴れん坊将軍 第174話「尾道夕燒け・仇討ち」（1981年） - おとく
  - 暴れん坊将軍II
    - 第71話「疑惑を呼んだ小さな命!」（1984年） - 松江の局
    - 第135話「散らすな、忠義の首一つ!」（1985年） - お紺

  - 暴れん坊将軍III 第93話「幼きいのち なみだ旅!」（1990年） - おしま
- 妻の定年（1983年、TBS）
- 月曜ワイド劇場 / 花柳幻舟獄中記1（1984年、ANB）
- 火曜サスペンス劇場（NTV）
  - 京都慕情殺人事件（1985年）
  - 警視庁鑑識班15（2002年） - 河本民江
- 金曜女のドラマスペシャル / 完全犯罪の女（1986年、CX）
- 銀河テレビ小説 / まんが道（1987年、NHK）
- ドラマ 女の四季 / 母と子の卒業式（1988年、TX）
- 土曜ワイド劇場 / 軽井沢－東京 女子大生たちの危ないゲーム（1988年、ABC）
- 月曜・女のサスペンス「すれ違った女」（1988年、TX）
- 華の別れ（1989年、THK）
- 天までとどけシリーズ（1991 - 1999年、TBS） - 浜田末子
- 珠玉の女（1992年、YTV）
- ホテルドクター 第11話「それぞれの旅立ち」（1993年、ABC）